# Euronext Brüssel
Die Brüsseler Börse (französisch: Bourse de Bruxelles [buʁs də bʁysɛl]; niederländisch: Beurs van Brussel [ˈbøːrs fɑm ˈbrʏsəl]), abgekürzt BSE, wurde 1801 auf Erlass Napoleons in Brüssel, Belgien, gegründet. Im Jahr 2002 fusionierte die BSE mit den Börsen Amsterdam, Lissabon und Paris in Euronext und umbenannt in BSE Euronext Brüssel. 

## Geschichte

### Gründung
Die 1801 auf Erlass Napoleons gegründete Börse (französisch: Bourse de Commerce) in Brüssel befand sich nach und nach in verschiedenen Räumlichkeiten. Ab 1858, als die Börse im Zuge des wirtschaftlichen und industriellen Wachstums des Landes eine beträchtliche Entwicklung erlebte, führten die beengten und unhygienischen Bedingungen in den verschiedenen Räumlichkeiten dazu, dass die Geschäftswelt von den städtischen Behörden die Errichtung einer neuen Börse forderte.

### Fusionen & aktuelle Entwicklungen
Im Jahr 1999 erfolgte eine erste Fusion mit CIK und BELFOX (BELgian Futures and Options Exchange). Am 22. September 2000 fusionierte die BSE erneut mit der Pariser Börse und der Amsterdamer Börse zur Euronext, der ersten paneuropäischen Börse für Aktien und Derivate mit gemeinsamem Handel und Clearing aller Produkte, und wurde in Euronext Brüssel umbenannt. Im Jahr 2015 zog dieses Unternehmen aus dem zu groß gewordenen Börsengebäude aus, nachdem die Stadt Brüssel 2012 den Mietvertrag gekündigt hatte. Der frei gewordene Raum wurde dann gelegentlich für Wechselausstellungen der Stadt Brüssel geöffnet. Zwischenzeitlich wurde ein Wettbewerb zur Umnutzung des Börsengebäudes ausgeschrieben. Im Jahr 2020 begannen die Renovierungsarbeiten und es gab Pläne, das Gebäude als Museum für belgisches Bier wieder zu eröffnen. Der Siegerentwurf von Robbrecht & Daem, Baneton-Garrino und Popoff schuf neuen Raum in den oberen beiden Etagen des Museums. Das Dach wurde in eine Panoramabar mit Terrasse umgewandelt, die mit einer Messingmarkise bedeckt war. Nach dreijähriger Renovierung wurde das Belgian Beer World Museum im September 2023 eröffnet.

## Indizes
Der bekannteste Börsenindex an der BSE ist der BEL20.

## Mitgliedschaften
Sie ist Mitglied der Sustainable Stock Exchanges Initiative.

## Gebäude
Das ehemalige Gebäude der Brüsseler Börse (französisch: Palais de la Bourse; niederländisch: Beurspaleis), meist abgekürzt als Bourse oder Beurs, befindet sich am Place de la Bourse/Beursplein entlang des Boulevard Anspach/Anspachlaan. Dieses Gebiet wird von der U-Bahn-Station Bourse/Beurs der Linien 4 und 10 bedient.